# Савин, Алексей Витальевич
Алексей Витальевич Савин (род. 17 июня 2003, Минск) — белорусский автогонщик, мастер спорта Республики Беларусь. Чемпион и обладатель Кубка Белоруссии по картингу. Участник Российской серии кольцевых гонок в классе Туринг-Лайт.

## Карьера
Заниматься автоспортом Алексей Савин начал с картинга в 2016 году в клубе Grappa Motorsport под руководством мастера спорта, многократного чемпиона Республики Беларусь С. С. Лапицкого и К. Г. Андреюка.
В 2017 году Савин добился первых успехов, став победителем латвийской серии ProKart в классе Rotax Max Junior и заняв второе место в первенстве Беларуси по картингу в классе Формула-250. Кроме этого, Алексей выиграл чемпионский титул в трековых гонках серии Легенды СССР, стал обладателем Кубка СДЮСТШ и был признан лучшим спортсменом года ДОСААФ Республики Беларусь.
В 2018 году Савин занял первое место в первенстве Беларуси по картингу (класс Формула-250) и стал обладателем Кубка СДЮСТШ в классах DD2 и Rotax Max. В классе Rotax Max Алексей также занял второе место в Кубке Беларуси по картингу.
В 2019 году занял первое место в чемпионате Беларуси по картингу в классе KZ2 и второе место — в классе DD2. Кроме этого, стал обладателем Кубка Беларуси в классах DD2 и KZ2, а также во второй раз выиграл титул в трековых гонках серии Легенды СССР. В возрасте 16 лет стал самым молодым мастером спорта по автогонкам Республики Беларусь.
В том же году Савин в составе сборной Республики Беларусь принял участие в первых в истории FIA Motorsport Games в Риме, был знаменосцем сборной.
В 2020 году Алексей Савин дебютировал в Российской серии кольцевых гонок. В классе S1600 он шесть раз поднимался на подиум, включая победу на этапе на Нижегородском кольце.
С 2021 года выступает в РСКГ в классе Туринг-Лайт за рулём Hyundai Solaris под традиционным номером 66. Завоевал несколько призовых мест на этапах чемпионата России. Лучшее место по итогам сезона — седьмое в 2022 году.
В 2021 году выиграл в классе Туринг-Лайт четырехчасовой марафон Akhmat Race на трассе Крепость Грозная. В 2023 году стал победителем Кубка Беларуси по картингу в классе KZ2.
Сезон-2024 года начал с выступлений в чемпионате России по ледовым гонкам, в четырёх стартах дважды поднявшись на подиум в главном классе 1600. Принял участие в фиджитал-гонках первых в истории Игр Будущего на Сочи Автодроме.